# Sauvetrea peruviana
Sauvetrea peruviana är en orkidéart som först beskrevs av Charles Schweinfurth, och fick sitt nu gällande namn av Dariusz Lucjan Szlachetko. Sauvetrea peruviana ingår i släktet Sauvetrea och familjen orkidéer.
Artens utbredningsområde är Peru. Inga underarter finns listade i Catalogue of Life.